# Onitis anthracinus
Onitis anthracinus là một loài bọ cánh cứng trong họ Bọ hung (Scarabaeidae).